# Pseudofaquia
El término pseudofaquia se utiliza en medicina para designar la situación en que queda el ojo de un paciente al cual se le ha extirpado el cristalino y se ha sustituido por una lente intraocular.

## Causas
La causa más frecuente de pseudofaquia es una operación de catarata.
Antes del uso generalizado de lentes intraoculares, el ojo intervenido de catarata quedaba sin cristalino, situación que se conoce como afaquia.
El ojo pseudofáquico  no precisa  la utilización de gruesos cristales correctores como  el afáquico y la visión es en general considerablemente mejor pues los gruesos cristales externos necesarios para compensar la falta de cristalino magnifican las imágenes y producen aberraciones esféricas  y cromáticas.
Otra causa de pseudofaquia es la lensectomía refractiva, es decir la extirpación de un cristalino normal para sustituirlo por una lente intraocular con la intención de tratar de forma definitiva defectos de refracción como la miopía.

## Explicación
El cristalino es una parte del ojo que en circunstancias normales se encuentra por detrás del iris y se comporta como una lente. Su presencia es necesaria para una correcta visión,  pues su capacidad de refracción es imprescindible para que los rayos de luz que penetran en el ojo converjan exactamente sobre la retina.  Cuando existe una enfermedad del ojo llamada catarata, el cristalino pierde su transparencia por lo cual la luz no puede penetrar en el globo ocular y la visión es borrosa o nula. Para tratar la catarata se realiza una operación mediante la cual se extirpa el cristalino y se sustituye por una lente intraocular.